# ジョイランド樽前
座標: 北緯42度37分16秒 東経141度28分12秒 / 北緯42.621014度 東経141.469997度
ジョイランド樽前（ジョイランドたるまえ）は、かつて北海道苫小牧市に存在したレジャー施設。正式には「北海道野生動物公園」と呼ばれる。新聞広告では「北海道野生動物公園」の文字の下に「ジョイランド樽前」と併記されていた。

## 概要

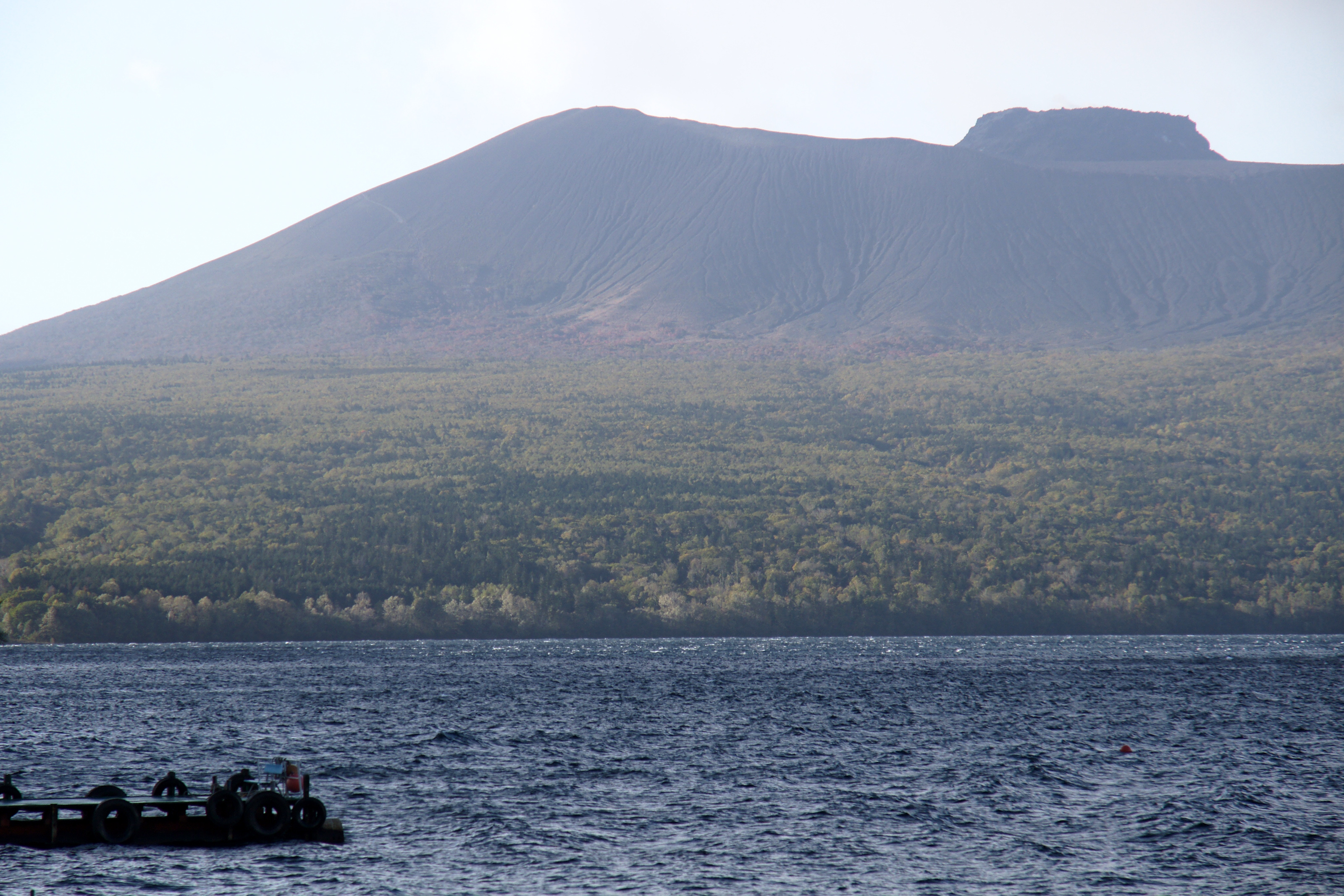
樽前山（たるまえざん）（2009年10月）

1975年（昭和50年）8月、株式会社道王が温浴施設・ホテル「苫小牧温泉・ジョイランド樽前」を開業。21万平米の敷地に貸別荘・温泉浴場・飲食施設・テニスコート・ゴルフ練習場・貸し農園等を整備した。
その後1977年（昭和52年）4月には貸し別荘やフィールドアスレチックなどのレジャー施設を増設。1979年（昭和54年）4月28日、「北海道野生動物公園」を開園させた。
場所は樽前山のふもと。おおよその直線距離で苫小牧駅から西方向に10km余り、最寄の室蘭本線錦岡駅からは北西方向に2km強、離れている。苫小牧市営バス「北海道野生動物公園（ジョイランド樽前）行き」が運行されていた。
入場料は、大人1000円・小人500円（1980年〈昭和55年〉4月25日時点）、大人1300円・小人700円（1984年〈昭和59年〉7月22日〜8月30日時点）であった。
動物公園は、シロクマやライオンなどを放し飼いにしており、北海道内初の「自然動物公園」として注目を集めることもあった。「世界最大の白熊牧場」や「ライオンパーク」などのキーワードのもと、「80種1000頭羽」（シロクマは30頭）もの動物がいるなどの宣伝がされていた。ミニSL、ゴーカート、チェーンタワー、ゲームセンターなどが設置され、遊園地の機能も有していた。
1979年には、千葉県で檻から脱走する騒ぎ（虎脱走事件）を起こしたトラを引き取る話が進められたが、苫小牧市側が「住民感情からして好ましくない」として拒否を宣言することもあった。
しかし、苫小牧東部開発計画の失敗により入場者数は伸び悩み、挽回を図ろうと施設や動物の追加等積極的な投資や、他業者とのタイアップなどを行ったが、失敗に終わったとされる。
1981年（昭和56年）4月には前年に「ミニライオンサファリ」として導入したライオン31頭のうち12頭の大量死が判明した。大きくイメージダウンし、年間入場者数は激減した。1980年度（昭和55年度）には約70万人を集客していたものの、翌年度には20万人を切ってしまった。
1983年（昭和58年）6月20日までに道王は、二度目の不渡り手形を出し、事実上倒産した。負債総額は約30億円以上とされる。道王の倒産が明らかになった頃、債務弁済の肩代わりしていた会社が施設を借り受けていた為、突然の閉園は無かった。
その後1984年（昭和59年）にはボンゴ・アライグマ・キンカジュー等を導入し再開業したが、1985年（昭和60年）には電気料金未納によるカニクイザル10匹の死亡を受け処分や立入検査が入り、不況と入場者の激減もあり休業状態となり1987年2月に事実上の倒産に至った。

その後2004年5月3日には不審火が発生し旧事務所・ホール棟と周辺敷地約3000平米が全焼、その後解体されているが、その後も一部の建物が残っている。